# Gonomyia (Gonomyia) versicolor
Gonomyia (Gonomyia) versicolor is een tweevleugelige uit de familie steltmuggen (Limoniidae). De soort komt voor in het Oriëntaals gebied.